# Рудник Бронзевінг
Рудник Бронзевінг (Bronzewing) — комплекс гірничодобувних майданчиків, що діяли чи діють на заході Австралії.
Розробку золоторудного родовища Бронзевінг почали в 1994 році та спершу вели відкритим способом з використанням кар'єрів «Central» та «Discovery», до яких також приєднався неглибокий «Lateral». У підсумку «Central» був відпрацьований до глибини у 135 метрів та видав 0,37 млн тонн руди. Глибина «Discovery» досягнула 230 метрів, що дозволило вилучити 4,95 млн тонн руди.
Вже з 1995-го почались підземні роботи, що стартували з розробки розташованої на борту «Discovery» ділянки «Western Zone». Згодом нижче по борту кар'єра «Discovery» облаштували два портали (вхідний та вихідний), через які відбувався доступ як до «Discovery Zone» (під кар'єром «Discovery»), так і до «Central Zone» (під кар'єром «Central»), при цьому до останньої вів тунель довжиною 800 метрів (додаткову вентиляцію якого забезпечили через сполучення з виробітками «Western Zone»). Виробітки «Discovery Zone» спускали на глибину у 350 метрів, тоді як на «Discovery Zone» глибина розробки досягала понад 400 метрів (відомо, що в 200-му році унаслідок прориву пульпи зі складської зони загинули три гірники, що працювали на глибині у 460 метрів).
Крім того, залучили в розробку золоті поклади тренду Маунт-Мак-Клуа (Mt McClure), що починався за кілька кілометрів на південний захід від Бронзевінг та тягнувся на південь більш ніж на два десятки кілометрів. Відомо про існування на цьому тренді таких кар'єрів як «Lotus», «Cockburn», «Success», «Parmelia», «Challenger» (всього до 2004 року в історії рудника Бронзевінг рахувалась розробка 11 кар'єрів). Також відомо, що відкрита розробка через «Lotus» дозволила вилучити поклади до глибини у 100 метрів, тоді як транспортний ухил на «Lotus» на момент зупинки робіт у 2003-му досягнув глибини у 480 метрів (всього на «Lotus» видобули 2,2 млн тонн руди, з яких 1,4 млн тонн припало на підземні операції).
Станом на середину 1999-го рудник вже видав свій перший мільйон тройських унцій золота (31 тонна), а станом на 2004-й цей показник досягнув 68 тонн золота. До копальні належала власна фабрика з вилучення золота, що була здатна приймати 1,8 млн тонн руди на рік.
Проєкт реалізувала компанія Great Central Mines, яку в 1999-му викупила Normandy Mining, що в 2002-му своєю чергою придбана Newmont Mining Corporation. У 2004-му новим власником стала компанія View Resources, що того ж року призупинила роботи.
У 2007-му View Resources повернула рудник до роботи, при цьому розробка велась як відкритим способом через кар'єри «Central» та «Success», так і під землею — в останньому випадку не лише через «Discovery», а й за допомогою транспортного ухилу «Calista», який належав до тренду Маунт-Мак-Клуа. Втім, уже 2008-го через значне відхилення від проєктних показників видобуток припинили, а View Resources потрапила у процедуру банкрутства.
У 2009-му новим власником копальні стала Navigator Resources, що відновила розробку відкритим способом у 2010 році. Втім, і на цей раз рудник не виправдав очікувань (максимальний показник видобутку припав на 2010/2011 фінансовий рік та становив лише 2,3 тонни золота) і в 2013-му роботи в черговий раз зупинили (а Navigator Resources так само потрапила у процедуру банкрутства). Загальний видобуток за 2010—2013 роки становив 6 тонн золота.
Далі рудник змінив кількох власників і в 2019-му опинився під контролем Northern Star Resources, що взялася за реалізацію проєкту розробки кар'єра «Орелія» — так назвали поклади, що не потрапили в контури попередніх кар'єрів «Lotus» та «Cockburn». Запаси «Орелія» оцінили у 33 тонни золота. Переробляти руду вирішили на фабриці з вилучення золота, що розташована неподалік рудника Тандербокс; її модернізували зі збільшенням потужності. У середині 2023-го на Тандербокс почали переробляти першу продукцію проєкту Орелія.